# جرح تاني (ألبوم)
جرح ثاني: الألبوم الرسمي الأول للمطربة شيرين عبد الوهاب، صدر في يناير 2003، وهو إنتاج فري ميوزيك.وقد لاقى الألبوم إستحسانًا لدى الجمهور والنقاد، ويُعد الألبوم أحد أيقونات الموسيقى العربية في القرن الواحد والعشرين.
صوّرت شيرين أغنية "صبري قليل" و"جرح قليل" على طريقة الفيديو كليب. ولا زالت أغاني الألبوم تحقق نجاحاً باهرًا بعد مرور أكثر من عشرين عاماً. على سبيل المثال أغنية "صبري قليل" احتلت المرتبة الثالثة في قائمة بيلبورد لشهر ديسمبر 2023، ولمدة 35 أسبوع بقت ضمن قائمة الأغاني الأكثر رواجاً.كما دخل اسمها موسوعة غينيس للأرقام القياسية بفضل بقاءها ضمن قوائم الأغاني الأكثر رواجاً لفترة طويلة.
أغنية "جرح تاني" التي تحمل اسم الألبوم، ما زالت تحقق نجاحات عبر يوتيوب، بعد مرور أكثر من إحدى وعشرين عاماً، وبلغت مشاهدات الأغنية المصورة أكثر من 100 مليون مشاهدة.

## الأغاني
| العنوان         | كلمات           | ألحان          | توزيع                 |
| --------------- | --------------- | -------------- | --------------------- |
| صبري قليل       | إكرام العاصي    | محمد رحيم      | نادر حمدي، أمير محروس |
| إيه إيه         | هاني عبد الكريم | أحمد محي       | أحمد عادل             |
| أنا في الغرام   | خالد منير       | محمد رحيم      | علاء الدين إسماعيل    |
| كنت عارفة       | هاني عبد الكريم | أحمد محي       | محمد مصطفى            |
| بتوحشني         | نصر محروس       | رياض الهمشري   | نادر حمدي             |
| نسيني           | أحمد شتا        | حسين محمود     | محمد مصطفى            |
| بص بقى          | تامر حسني       | تامر حسني      | أحمد عادل             |
| جرح تاني        | نصر محروس       | رياض الهمشري   | حاتم داوود            |
| كلام            | مصطفى مرسي      | وليد سعد       | أشرف عبده             |
| آه لو جاني تاني | بهاء الدين محمد | حمدي صديق      | محمد مصطفى            |
| ما تجرحنيش      | بهاء الدين محمد | حسن أبو السعود | مدحت خميس             |